# رفتار
رَفتار، پاسخی است که ارگانیسم به انگیزه بیرونی می‌دهد. به بیان دیگر رفتار واکنشی است که در برابر یک عمل یا کنش بیرونی از موجود زنده سر می‌زند. این رفتار در انسان پیچیده‌تر از سایر موجودات است؛ مثلاً یک انسان در چهار شنبه سوری همسایه‌های خود را با رفیقانش کتک نمی‌زند؛ مخصوصاً وقتی ۱۰ به ۲ هستند. دلیل این پیچیدگی فرایندهای ذهنی گسترده و در هم فرورفته انسان است که روی هم رفته موضوع دانش روان‌شناسی را تشکیل می‌دهد. انسان می‌تواند بدون به کار بردن هیچ کلامی و صرفاً با زبان بدن مفهومی را منتقل کند و این مسئله از فرایندهای طی شده در ذهن او نشات می‌گیرد؛ بنابراین این پیچیدگی‌های رفتاری انسان باید به‌طور کامل بررسی گردد که این امر در علمی به نام رفتارشناسی محقق می‌شود.
در علم روان‌شناسی رفتار کاربرد زیادی دارد و یکی از مهم‌ترین شیوه‌های کشف بیماری‌های روانی کشف از طریق مشاهده بالینی و سنجش رفتار است که از طریق متدهای علمی پژوهشی انجام می‌گردد. همچنین بر روی حالات گوناگون فرد هم نام‌هایی گذاشته شده که به رفتارهای مختلفی طبقه‌بندی می‌شوند.
رفتار عبارت از حرکتی است که برای مقابلهٔ بهتر یا همسو شدن و درواقع «مدیریت» شرایط یا اتفاقات پیرامون عرضه می‌شود و به عنوان مفهومی فراگیر، دربرگیرنده حرکاتی از جمله «گفتار، کردار، پندار، موضع‌گیری، اظهارنظر، عقیده ، انتخاب، نگرش، برداشت، هدف گذاری، تصمیمم‌گیری و مواردی از این قبیل» است. در واقع رفتار، تنها ابزار ذاتاً (از پایه) در دسترس و تحت اختیار ما برای مدیریت شرایط محسوب می‌شود که مهم‌ترین میزان این اختیار، در «نگرش» نمود دارد. این حرکت مدیریتی در نمونه‌های واضح‌تر دیگر شامل موارد گسترده‌ای از «کمک به دیگران تا سوء استفاده از آنها در شرایط خوب یا بد مادی» یا «دفاع یا عدم دفاع از حق در شرایط پایمال شدن حق» می‌شود.
رفتار پایه ای نیز جامع‌ترین و کلی‌ترین نوع رفتار یا تعیین‌کنندهٔ ساختار کلی سایر رفتارها است که موجب پایه‌ریزی رفتارهای متعدد دیگر می‌شود؛ مانند «گرایش به مصرف مواد مخدر» که از پایه توسط رفتارهای ناشی از ضعف‌های روحی و روانی نظیر «اعتماد به نفس پایین یا تعارف داشتن» یا رفتارهای ناشی از قدرت روح و روان نظیر «تمایل به خوش‌گذرانی یا اعتقاد به شکست ناپذیری»، قابلیت شکل‌گیری دارد. مهم‌ترین رفتار پایه‌ای نیز شامل «نگرش» می‌شود که نمونه رفتارهای پایه‌ای گفته‌شده جزئی از آن هستند.

## تعریف
هریک از ما، دانشجوی علوم رفتاری هستیم. همواره، از نخستین سال‌های زندگی، نظاره گر کارهای دیگران بوده؛ کوشیده‌ایم تا آنچه را که مشاهده می‌کنیم را تفسیر نماییم. در سراسر زندگی؛ فرد، مشغول مطالعه دیگران است.
انسان، شیوه رفتار دیگران را تعمیم می‌دهد تا بتواند، آنچه که انجام خواهند داد را پیش‌بینی و توجیه کند. رفتار، امری تصادفی نیست؛ بلکه معلول است و در جهتی میل می‌کند که فرد (بر اساس منافعش)، آن را باور دارد. بدیهی ست که افراد، با هم متفاوت‌اند. افرادی که در وضعیت یکسان، قرار گیرند؛ کار مشابهی، نخواهند کرد؛ ولی، ثبات رویه، منشأ رفتار همه افراد است.
ثبات رویه در رفتار، اهمیت بسیار زیادی دارد؛ زیرا، بر اساس آن، می‌توان رفتار را پیش‌بینی کرد و در بیشتر موارد تابع نوعی نظم بوده و سازمان یافته هستند، رفتار دیگران، قابل پیش‌بینی ست (البته، این پیش‌بینی‌ها، صد در صد درست نخواهند بود). عموماً، رفتارها را می‌توان پیش‌بینی کرد و تحقیق سیستماتیک دربارهٔ رفتار، وسیله یا روشی، برای پیش‌بینی‌های دقیق و معقول است. دیدگاه به اصطلاح، عقل سلیم، دربارهٔ رفتار انسانی، چندان درست نیست. آنچه از نظر یک نفر، عقل سلیم است، از دیدگاه دیگری، «عقل سلیم»، محسوب نمی‌شود.

## رفتارگرایی
مکتبی که در اوائل قرن ۲۰ در ایالات متحده انجام شد نامش رفتارگرایی بود. هم‌زمان با این مکتب در علم آنروز روان‌شناسی دنیا مکاتب دیگری نیز بنیان‌گذاری شده بودند. سه مکتب بزرگ و همه گیر آن دوران رفتارگرایی و روان‌شناسی گشتالت و روانکاوی بودند. رفتارگرایی در میان این سه مکتب شهرت بیشتری یافته بود. بنیان‌گذار این مکتب واتسون بود که با انتشار «اعلامیه رفتارگرا» تأثیر عظیمی بر روان‌شناسی بر جای گذارد. این مکتب عقیده داشت که هر پدیده‌ای با یک محرک آغاز می‌شود وبا یک پاسخ پایان می‌گیرد و به همین دلیل به روان‌شناسی محرک-پاسخ نیز مشهور شده بود.

## برخی از اصطلاحات رفتاری در روان‌شناسی
- رفتار ایذایی: رفتاریست خرابکارانه و آزار دهنده که به قصد تخریب یا صدمه زدن و آزار رسانی انجام می‌شود.
- رفتار خصمانه :رفتاری ست که با کینه و دشمنی همراه است و فرد قصد در اثبات دشمنی دارد.
- رفتار پرخاشگرانه: رفتاری‌ست که فرد در آن حالت تهاجم به خود می‌گیرد.

## تفاوت رفتاری زن و مرد

### پرخاشجویی
از خردسالی پسران پرخاشجوتر از دخترانند و مردان سالخورده نیز پرخاشجو تر از زنان سالخورده‌اند. در جمعیت بزهکاران و جنایتکاران همه جامعه‌ها عموماً مردان بسیار بیشتر از زنان است. رفتار پرخاشجویانه پسران بیشتر از دختران و زنان است و اگر استثنایی دیده می‌شود در مورد پرخاشجویی کلامی زنان است که پیش از مردان است.
زنان بیشتر به حالت غیر مستقیم خشم و عصبانیت خودشان را نشان می‌دهند. این حالت میان مردم بدون اینکه با یکدیگر تماسی داشته باشند، به وجود می‌آید یا اینکه پشت سر آن‌ها مانند شایعه پراکنی، محروم‌سازی و حرفهای زشت و تهمتهای ناروا پیش می‌آید. البته خشم و غضب غیرمستقیم هم، در واقع همان پرخاشگری است؛ ولی می‌توان گفت ضربه زدن به صورت کسی یا آسیب جسمانی به او وارد کردن، نیاز به سطح بسیار پایین همدلی دارد در حالی که درحالت خشم و غضب کلامی چنین حالتی وجود ندارد. حتی اگر با این تفاوت ساده لوحانه مخالف باشید، بایستی بدانید عده‌ای ازمردم فکر می‌کنند برخورد پرخاشگری شفاهی و کلامی درست به اندازهٔ زد و خورد و پرتاب سنگ و مشت و لگد می‌تواندصدمه واردکند، با این حال بایستی به این نکته توجه داشته باشیدکه پرخاشگری غیر مستقیم نسبت به پرخاشگری مستقیم، نیاز به مهارت بیشتری در خواندن فکر دیگران دارد.
پرخاشجویی تابع سه عامل است:
اول: تماییز یافتن مغز و دستگاه عصبی به صورت الگوی نر
دوم: میزان هورمونهای خون به خصوص اندروژن‌ها
سوم: رویدادها به خصوص محیط زندگی
پسران دو برابر دختران پرخاشجو هستند، نه تنها پرخاشجویی را شروع می‌کنند بلکه باعث آن نیز می‌شوند. جاه طلبی با پرخاشجویی کاملاً مربوط‌اند. هر دو به شدت رفتار وابسته‌اند.

### علاقه‌ها و ارزشهای
نوع دوستی و توجه و صمیمیت و ارتباطهای شخصی و پرورش حمایتی ویژگی‌هایی از زن است که با آمادگی‌های نامبرده درمرد تفاوت آشکار دارد. علایق زیبا شناختی، اجتماعی و دینی زنان بیشتر است حال آنکه مردان به جنبه‌های سیاسی و تئوریک تمایل دارند. زنان بیش از مردان به مسائل اخلاقی توجه دارند و باحرارت به بی عدالتی اعتراض می‌کنند. پذیرش دیگران خصوصیت دیگری است که در جنس ماده نوع آدمی دیده می‌شود و آن عبارتست از گرایش آن‌ها به همجواری و لذت بردن از وجود مصاحب. دختر بچه‌های کودکستان بیشتر وقت خود را با همبازی‌ها صرف می‌کنند و حال آنکه پسر بچه‌ها با وسایل ورزشی و اسباب بازی سرگرم می‌شوند دختر بچه‌ها با از خود کوچکترها تمایل نشان می‌دهند و در بردن چیزهای سنگین به آن‌ها کمک می‌کنند در صورتی که پسر بچه‌ها به معاشرت با از خود بزرگترها تمایل دارند.
از نظر دختران نکته مهم دوستی این است که بتوانند شخصی را پیداکنند تا با او صحبت کنند و هر روز ارتباط عاطفی و دوستی نزدیکتری با یکدیگر داشته باشند، بدون اینکه نیازی به توجه در رفتار و اعمال یکدیگر داشته باشند. دختران همچنین بیشتر مواقع به یکدیگر می‌چسبند تا ارتباط دوستانهٔ خودشان را نزدیکتر نشان دهند. آن‌ها رازهای شخصی خود را به یکدیگر می‌گویند و به نقاط ضعف و ترس‌ها و دلهره‌هایشان، نزد یکدیگر اعتراف می‌کنند. برعکس، پسران هیچگاه در خصوص نقاط ضعفشان چیزی به کسی نمی‌گویند. نکتهٔ متناقض در اینجا، این است که اگر چه دختران خیلی روابط دوستی خوبی بایکدیگر دارند ولی آن‌ها انرژی فوق‌العاده‌ای برای خبرچینی و شایعه پراکنی دارند. این‌طور به نظر می‌رسدکه دختران علاقهٔ زیادی به چنین کارهای خطرناکی دارند ولی همیشه نتیجهٔ مطلوب را در بیان و نشان دادن صمیمیت مشاهده کرده‌اند. پیامد تمام این موارد این است که ارتباط دوستی میان دختران و حتی قطع ارتباط آن‌ها با یکدیگر بسیار احساساتی است. اکثر پسران پس از سپری کردن دوران کودکی، دوستی‌های خود را بر اساس بازی‌هایی که انجام می‌دهند، پایه‌ریزی می‌کنند؛ بنابراین اگربازی فوتبال باشد، آن‌ها یک گروه را برای این کار انتخاب می‌کنند. اگر بخواهند اسکیت بازی کنند، گروه دیگری را برای دوستی برمی‌گزینند. این کار برای بسیاری از مردان کار چندان دشواری نیست زیرا با عده‌ای برای بازی گلف می‌روند و با عده‌ای دیگربرای بازی بیلیارد می‌روند. روش متفاوت در بازی میان دختران و پسران نشان می‌دهدکه دختران بیشتر مایلند جذب مفاهیم احساساتی روابط دوستی شوند تا بدین شکل به یک نفر نزدیک شوند یا اینکه در میان یک جمع یک نفر را به عنوان بهترین دوست خود انتخاب کنند. برعکس، پسران بیشتر به فعالیت‌ها و رقابت میان خودشان جلب می‌شوند. آن روی سکه چنین است که در دوستی پسران، به‌طور متوسط، میزان صمیمیت کمتری مشاهده می‌شود. در میان آن‌ها کمتر فداکاری دو جانبه، ارتباط نگاه و نزدیکی رفتار، دیده می‌شود. مردان به ندرت یکدیگر را در آغوش می‌گیرند. در سنین هشت سالگی و بالاتر اگر پسران بخواهند تماس فیزیکی با هم داشته باشند، این تماس در حدود کتک کاری و مشت و لگد است یا اینکه در نهایت با هم دوستانه دست بدهند. در حالی که زنان بیشتر در برخوردهایشان اظهار صمیمیت و نزدیکی می‌کنند.
مشاهدات رفتاری در پسران و دختران شش ساله، شش جامعه متفاوت انجام گرفت در همه این جامعه هادختران رفتاری توأم با نفوذ و پرورش و مسئولیت از خود نشان دادند که این سه چیز را مادر نسبت به فرزندش دارد. پسران همه این فرهنگها به عکس بیشتر از دختران به حمله بدنی و پرخاشجویی اقدام می‌کنند که این تفاوت رفتار ناشی از تفاوت فیزیولوژیک دو جنس است.

### تأثیر اجتماع
مرد قویتر ولی آسیب‌پذیرتر از زن است. استقلال و اتکای به نفس بیشتری دارد، حادثه‌جو و پرخاشجوتر است، جاه طلبی و رقابت در او قوی تر است، استعداد فضایی و عددی و مکانیکی بیشتر دارد و دنیا را بر حسب اشیا و نظریه‌ها و تئوری‌ها تعبیر می‌کند.
زن دارای آن‌گونه استعدادهای حسی است که ارتباطات بین افراد راتسهیل می‌کند، زودتر از مرد از نظر ساخت بدن و روانی بالغ می‌شود، مهارت‌های کلامی‌اش زودرس و استادانه‌اند، بیشتر به مراقبت و توجه به دیگران تمایل دارند، زود جوش و سازگارتر است و دنیا را با دید اخلاقی و زیباشناسی می‌نگرد.
این زیر بنای زیستی از لحظه به دنیا آمدن تحت تأثیر بسیاری از عوامل اجتماعی و فرهنگی قرار می‌گیرد؛ مثلاً مادر به وراجی‌های دختر بیشتر توجه دارد و آن راتقلید و تقویت می‌کند و با این عمل بر تمایل بعدی دختر به استفاده از استعداد کلامی می‌افزاید. در سه سالگی پسرشناختن پدر و تقلید رفتار او و دختر شناختن مادر و تقلید رفتار او را آغاز می‌کند. هر یک در راه تقلید کارها و پذیرش علایق و ارزش‌های هم جنس خود تلاش می‌کند.
وجود تفاوت در دو جنس یک واقعیت بدون چون و چرای زیستی است. اما اینکه بر اساس این تفاوت‌ها باید زن و مرد را متفاوت به بار آورد یا نه به تصمیم جامعه مربوط است. برابری به معنای همانندی نیست. جامعه‌های متمدن عموماً برای مردان و زنان حقوق برابر قائل اند و اینها حقوقی هستند که جامعه بدون انکار تفاوتهای زیستی، به رضا و رغبت به همه افراد داده است.
بنا براین دلیلی ندارد که به زن و مرد در برابر انجام کار معینی حقوق متفاوت بدهند. وقتی زنی یا مردی برای کاری انتخاب می‌شود متناسب بودن او برای آن کار مطرح است نه جنسش.
در استعداد و علایق مردان و زنان به آن اندازه تفاوت وجود ندارد که جهان مردان از جهان زنان جدا در نظر گرفته شود. درست است که در مشاغل و مدیریت تفاوتهایی به چشم می‌خورد ولی تفاوت‌ها نسبی است. جاه‌طلبی زنان به اصطلاح افقی است نه عمودی و عموماً می‌خواهند میان خانواده و کار موازنه برقرار باشد و کاری راضی‌کننده داشته باشند و کمتر در پی آنند که در شغلی که دارند به عالی‌ترین مقام برسند و کارها را وسواسی تر انجام و به اکراه کار خود را به دیگران می‌سپارند.'
اکنون زمان آن است که زنان با توجه به تفاوت‌هایی که از نظر زیست‌شناسی و روان‌شناسی با مردان دارند، به جای ستیز بی‌حاصل با مردان، آنان را متوجه نقشهای اساسی خود کنند و ارزش و اهمیت استعدادها و مهارتهای اختصاصی خود را بیش از بیش به مردان بنمایانند.
برای به دست آوردن برتری‌های اجتماعی مردان از قدرت فیزیکی استفاده می‌کنند یا اینکه به زور متوسل می‌شوند یا رفتارهای دیگری که شاید چندان هم شایسته نباشند، از خود بروز می‌دهند. به همین دلیل است که در بسیاری از گونه‌ها، مردان بزرگتر، قویتر و جسورتر از زنان هستند. لیاقت و کارایی مردان نه تنها در رفتارشان بلکه در قدرت و رتبه و مقام آن‌ها نیز مشاهده می‌شود و این صفات توسط زنان، برگزیده می‌شود. این صفات ممکن است نه تنها در قدرت فیزیکی بلکه درتوانایی و رسیدن به قله‌های رفیع موفقیت و مقام‌های بالای اجتماعی نیز، مشاهده شوند. فقدان حس همدلی سبب می‌شود راحت‌تر باکسی دعواکنید یا حتی با او بجنگید یا با روش‌های نه چندان خشن، آن‌ها را در رقابت کنار بگذارید یا حتی زمانی که شخصی برایتان هیج سودی نداشته باشد، او را به راحتی از زندگیتان بیرون کنید
واقع امر این است پرورش به معنی اعم واخص کار ویژه زنان است و بسیاری از آنان به چنین کاری رضایت دارند. مهم آن است که نباید ان را کسرشان خود بدانند زیرا ایمنی عاطفی نسلهای آینده به زنان وابسته است.
آخرین کلام این است که اندیشه برتری جنس مرد بر زن یا زن بر مرد اندیشه‌ای باطل است. برای دوام بشریت دو جنس اهمیت و ارزش برابر دارند و اگر دیده می‌شود در گذشته و حال زنان بسیاری از نقاط دنیا به اصطلاح در استثمار مردانند، سوء استفاده از برخی ویژگی‌های زیستی است:
از جمله پرخاشجویی مرد و گرایش عمومی زنان به اطاعت.